# Damaskinos Papandreou

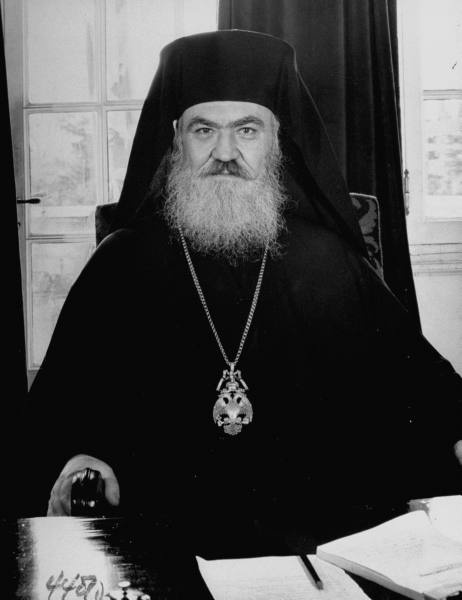
Erzbischof Damaskinos

Damaskinos Papandreou (griechisch Δαμασκηνός Παπανδρέου, eigentlich Dimitrios Papandreou; * 3. März 1891 in Dorvitsa; † 19. Mai 1949 in Athen) war Erzbischof von Athen und griechischer Premierminister.
Er wurde 1970 postum mit dem Ehrentitel Gerechter unter den Völkern ausgezeichnet.

## Leben
Papandreou studierte Jura und Literatur in Athen, bevor er 1917 in den Klerus eintrat. 1918 wurde er zum Metropoliten von Korinth und 1938 zum Erzbischof von Athen gewählt, ein Amt, das er wegen seiner politisch liberalen Einstellung erst nach der Diktatur Ioannis Metaxas’ 1941 antreten durfte, die er unter Hausarrest in einem Kloster verbrachte.
Nachdem die Wehrmacht während des Zweiten Weltkriegs im Frühjahr 1941 Griechenland besetzt hatte, wurde Damaskinos zur wichtigsten Figur des nicht-kommunistischen Widerstands. Er baute ein Netzwerk des Klerus auf, mit dem Notlagen der Bevölkerung gelindert werden sollten, die aus der Besatzung folgten. Zudem trat er gegen die Verschleppung von Zwangsarbeitern, Geiselnahmen und die Bedrohung der griechischen Juden durch die Deutschen ein.
Als es nach der Befreiung Griechenlands zur Schlacht um Athen zwischen der kommunistischen Guerilla ELAS und britischen Truppen gekommen war, hatte Damaskinos den Vorsitz der anschließenden Konferenz mit Vertretern verschiedener politischer Gruppen inne. Daraufhin ernannte der exilierte griechische König Georg II. auf Anraten Winston Churchills den Erzbischof am 30. Dezember 1944 zum Regenten. Damaskinos versuchte das Land während der ersten Phase des Griechischen Bürgerkriegs zu führen, bis der König nach einem Volksentscheid im September 1946 zurückkehrte.